# Fallceon sageae
Fallceon sageae is een haft uit de familie Baetidae. De wetenschappelijke naam van de soort is voor het eerst geldig gepubliceerd in 2008 door McCafferty.
De soort komt voor in het Neotropisch gebied.